# Кундино
Кундино (на македонска литературна норма: Кундино) е село в източната част на Северна Македония, община Пробищип.

## География
Землището на Кундино е 7,4 km2, от които земеделската площ е 682 хектара – 275 хектара обработваема земя, 147 хектара пасища и 260 хектара гори. На 1 km североизточно от селото в подножието на Плавица е Кундинското езеро.

## История
В XIX век Кундино е изцяло българско селце в Кратовска кааза на Османската империя. Според статистиката на Васил Кънчов („Македония. Етнография и статистика“) от 1900 година селото има 154 жители, всички българи християни.
В началото на XX век българското население на селото е под върховенството на Българската екзархия. По данни на секретаря на екзархията Димитър Мишев („La Macédoine et sa Population Chrétienne“) през 1905 година в Кундино (Koundino) има 152 българи екзархисти.
При избухването на Балканската война в 1912 година от Кундино има записан един доброволец в Македоно-одринското опълчение.
Според преброяването от 2002 година селото има 81 жители (40 мъже и 41 жени), в 35 домакинства и 66 къщи.
Църквата в селото е „Отсичане на главата на Йоан Кръстител“.